# Lazarus (programma televisivo)
Lazarus è stata una trasmissione televisiva andata in onda su MTV nel 2008, condotta da Alessandro Cattelan e Francesco Mandelli.
Il programma, ambientato in diverse città degli Stati Uniti, racconta il viaggio dei due VJ alla ricerca dei personaggi celebri entrati nella leggenda solo dopo la loro morte. Il viaggio, della durata di un mese, ha toccato 8 città: Seattle, Portland, San Francisco, Los Angeles, Las Vegas, Memphis, Nashville e New York. Presentando digressioni fra le città: viaggio in auto fra Seattle e Portland, la gita di Alessandro per imparare il surf a Pacifica, il viaggio in auto (decappottabile rossa) fra San Francisco ed L.A, e nella Death Valley, ed ancora in auto fra Memphis e Nashville, con un tratto in greyhound di Alessandro (Memphis - Jackson).
La trasmissione è andata in onda per la prima volta nel settembre 2008 alle ore 14 e alle 18, per poi essere riproposta nell'estate 2009 a mezzanotte attraverso delle immagini inedite che furono registrate nei momenti di tempo libero. Durante la prima messa in onda, alla fine del programma seguiva uno spin-off chiamato Lazarus Soundtrack, in cui venivano mandati in onda i videoclip più rappresentativi delle canzoni sentite durante la puntata.
La sigla del programma è ricalcata liberamente sulla canzone di Nick Cave & The Bad Seeds Dig, Lazarus, Dig!!! del 2008.

## Tipologia di programma
Si tratta di una mini-serie, di 20 puntate, in cui la formula del documentario, sviluppato con un format di reality show, intreccia i temi trattati nella ricerca con le vite dei conduttori, che al tempo stesso sono protagonisti.
Lazarus costituisce una sorta di trilogia di genere con altri due programmi: 
- Viva Las Vegas (2005), condotto da Alessandro Cattelan e Giorgia Surina
- MTV Switch Trip (2006), condotti da Filippo Nardi, Carolina Di Domenico, Francesco Mandelli e Vesna Luisi.

## Persone famose, trapassate, citate nel programma
- John Bonham (batterista Led Zeppelin)
- Brian Jones (chitarrista Rolling Stones)
- Layne Staley
- Kurt Cobain
- Bob Marley
- Jim Morrison
- Bruce Lee
- Brandon Lee
- Jimi Hendrix
- Janis Joplin
- John Belushi

- River Phoenix
- Marilyn Monroe
- Elliott Smith
- Tupac Shakur
- Elvis Presley
- Jeff Buckley
- Martin Luther King
- James Dean
- Heath Ledger
- Ronald Reagan
- John Lennon